# Ozyptila theobaldi
Ozyptila theobaldi là một loài nhện trong họ Thomisidae.
Loài này thuộc chi Ozyptila. Ozyptila theobaldi được Eugène Simon miêu tả năm 1885.